# الگوی ملکولی وابسته به پاتوژن

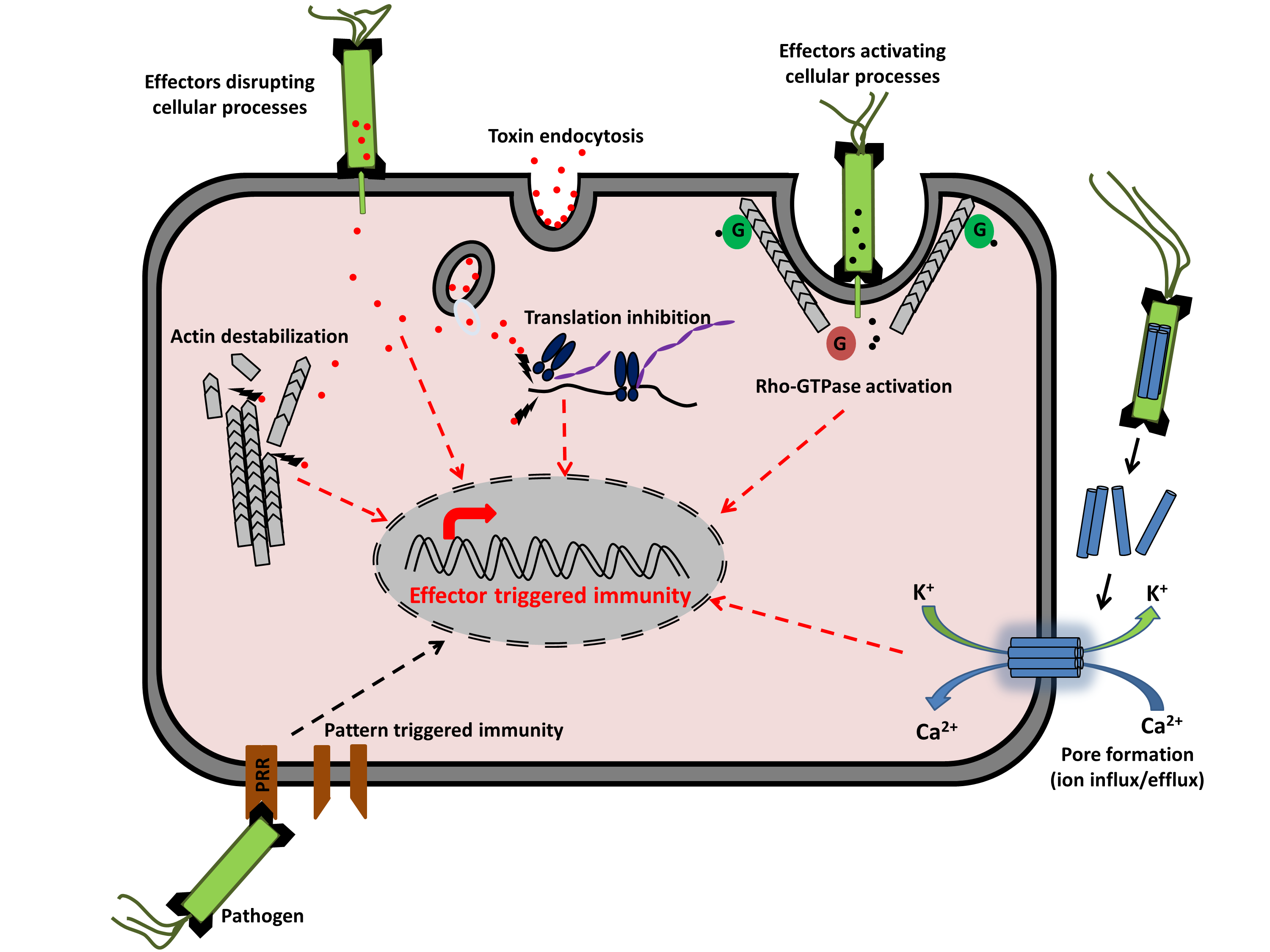
تصویری از الگوی ملکولی وابسته به پاتوژن

الگوهای ملکولی وابسته به پاتوژن (انگلیسی: Pathogen-associated molecular patterns) یا به‌اختصار «PAMPs»، ملکول‌هایی هستند که با گروهی از عوامل بیماری‌زا در ارتباط بوده و توسط دستگاه ایمنی ذاتی شناسایی می‌شوند. در واقع این الگوهای، موتیف‌های ملکولی کوچکی هستند که شکل‌شان همواره در درون رده‌های مختلف میکروبی حفظ شده‌است.
این ملکول‌ها توسط گیرنده‌های تی.ال. آر (TLRs) و همچنین گیرنده شناسایی الگو (PRRs)، هم در گیاهان و هم در حیوانات، ردیابی و شناسایی می‌شوند.
طیف وسیعی از انواع ملکول‌ها می‌توانند نقش این گیرنده‌ها را ایفا کنند که از آن میان، می‌توان به گلیکان و گلیکوکونژوگه‌ها اشاره کرد.
الگوهای ملکولی وابسته به پاتوژن (PAMPs)، دستگاه ایمنی ذاتی را فعال کرده و میزبان را در برابر عفونت‌ها، از طریقِ شناسایی ملکول‌های غیرخودی، حفظ می‌کنند. لیپوپلی ساکارید باکتری‌ها یا همان آندوتوکسین‌ها که در دیوارهٔ سلولی باکتری‌های گرم-منفی یافت می‌شوند، یکی از رده‌های اولیهٔ PAMPs محسوب می‌شوند.